# Oktroj
En oktroj (franska: octroi, från medeltidslatinets auctorizare, "bemyndiga") är ett tillstånd från en stat att bedriva viss ekonomisk verksamhet, som annars inte skulle vara tillåten.
I Sverige har begreppet oktroj framför allt används om banktillstånd, i äldre tider även om rätten att ge ut sedlar. Begreppet oktroj slutade dock att användas i svensk banklagstiftning 1 juli 2004.

## Oktroj som beteckning på skatt
I några länder, bland annat Frankrike, har oktroj (octroi) även använts som beteckning på en självständig indirekt kommunalskatt, som tas ut på varor som förbrukas av kommunens befolkning. I tysktalande länder kallades motsvarande skatter vanligen för accis. Dessa skatter motsvaras idag närmast av punktskatt.